# Bârsești, Vrancea
Bârsești este satul de reședință al comunei cu același nume din județul Vrancea, Moldova, România. Se află în partea central-nordică a județului, în Depresiunea Vrancei, pe terasele râului Putna. La recensământul din 2002 avea o populație de 1026 locuitori.

## Generalități
Satul Bârsești este așezat și se află dispus în trepte. Partea de jos, numită "În prund", se află chiar în lunca râului Putna. A doua treaptă a satului se află așezată pe podul de terasă de 40 – 50 m și cuprinde cea mai mare parte a construcțiilor edilitar - gospodărești. În partea de vest a satului se află dealul Dumbrava unde au fost făcute săpături arheologice și au fost descoperite morminte ale tracilor și sciților, dovadă a locuirii încă din cele mai vechi timpuri a acestor teritorii.
Mai multe informatii la adresa www.archaeologicalexcavation.info . 